# Viquipèdia en txec
La Viquipèdia en txec (en txec: Česká Wikipedie) és l'edició en txec de la Viquipèdia.
Va ser creada el novembre del 2002. El 20 d'octubre del 2003 va arribar als 1.000 articles. L'abril del 2004 tenia 180 usuaris registrats. El juny del 2005 va arribar als 10.000 articles i el desembre del mateix any va superar els 30.000 articles. El juny del 2008 va esdevenir la 21a viquipèdia amb un nombre superior als 100.000 articles. El 3 d'octubre del 2009 va sobrepassar els 137.000 articles, amb 24 administradors i 84.000 usuaris registrats. L'abril del 2010 va aconseguir tenir més de 160.000 articles i més de 100.000 usuaris registrats.
El 2008 es va fundar l'ONG Wikimedia Česká republika (Wikimedia de la República Txeca) per donar suport a la Viquipèdia en txec per organitzar esdeveniments, ajudar la comunicació entre autors i promoure-la públicament.
El desembre del 2009 els contribuïdors a aquesta Viquipèdia van celebrar una conferència a Praga.